# Savigny-Lévescault
Pour les articles homonymes, voir Savigny.
Savigny-Lévescault ou Savigny-l'Évescault [saviɲi levɛsko] est une commune du Centre-Ouest de la France, située dans le département de la Vienne (région Nouvelle-Aquitaine). Ses habitants sont appelés les Savignois.

## Géographie

### Localisation
C'est un village du canton de Saint-Julien-l'Ars situé à 15 km de Poitiers.
Commune nichée entre les nationales 151 au nord et 147 au sud, située à égale distance de Poitiers et de Chauvigny, installée sur les plaines argilo-calcaires entre les rivières du Clain et de la Vienne, Savigny abrite environ 1 100 habitants sur une superficie de 2 200 hectares à une altitude de 135 m. Savigny est une commune suburbaine.
L'étang du village, bordé de peupliers, attire autant les amateurs de pêche que les flâneurs. Elle est aussi très attractive de par sa proximité de Poitiers.
La commune fait partie de l’amicale des Savigny de France et de Suisse. Comme la plupart des villages, Savigny possède un passé historique avec son église et ses châteaux.
La commune est proche du parc naturel régional de la Brenne.

### Communes limitrophes
|                    | Saint-Julien-l'Ars |        |
| Mignaloux-Beauvoir | Savigny-Lévescault | Tercé  |
|                    | Nieuil-l'Espoir    | Fleuré |

### Géologie et relief
La région de Savigny-Lévescault présente un paysage de plaines vallonnées plus ou moins boisées caractéristique des plateaux du seuil du Poitou.
Le terroir se compose : de bornais (ce sont des sols brun clair sur limons, profonds et humides, à tendance siliceuse) pour 50 %, de terres de brandes pour 32 % et de Terres fortes pour 19 %.

### Hydrographie
Aucun cours d’eau n'est recensé sur le territoire de la commune.
231 mares ont été répertoriées sur l’ensemble du territoire communal (30 000 recensées dans la région de Poitou-Charentes). Les mares de Poitou-Charentes ont été créées par l'homme, notamment pour répondre aux besoins en eau des habitants (mares communautaires), du cheptel ou à la suite d'activités extractives (argile, marne, pierres meulières). Très riches au niveau botanique, elles jouent un rôle majeur pour les batraciens (tritons, grenouilles), les reptiles (couleuvres) et les libellules. Elles sont un élément symbolique du patrimoine rural et du maintien de la biodiversité en zone de plaine et de bocage.

### Climat
Pour des articles plus généraux, voir Climat de la Nouvelle-Aquitaine et Climat de la Vienne.
Historiquement, la commune est exposée à un climat océanique du nord-ouest.  
En 2020, Météo-France publie une typologie des climats de la France métropolitaine dans laquelle la commune est exposée à un climat océanique altéré et est dans la région climatique  Poitou-Charentes, caractérisée par un bon ensoleillement, particulièrement en été et des vents modérés.
Pour la période 1971-2000, la température annuelle moyenne est de 11,7 °C, avec une amplitude thermique annuelle de 14,6 °C. Le cumul annuel moyen de précipitations est de 743 mm, avec 11,2 jours de précipitations en janvier et 6,9 jours en juillet. Pour la période 1991-2020, la température moyenne annuelle observée sur la station météorologique la plus proche, située sur la commune de Biard à 14 km à vol d'oiseau, est de 12,2 °C et le cumul annuel moyen de précipitations est de 695,3 mm,. Pour l'avenir, les paramètres climatiques de la commune estimés pour 2050 selon différents scénarios d'émission de gaz à effet de serre sont consultables sur un site dédié publié par Météo-France en novembre 2022.

### Voies de communication et transports
Les gares et les haltes ferroviaires proches de la commune sont :
- la gare de Mignaloux-Nouaille à 6,8 km,
- la halte de Ligugé à 12,8 km,
- la gare de Poitiers à 13,8 km,
- la halte d'Iteuil-Centre à 15 km,
- la halte de Chasseneuil à 16,2 km.

Les aéroports et aérodromes proches de la commune sont :
- l'aéroport de Poitiers-Biard à 15,9 km,
- l'aérodrome de Niort - Souché à 74 km.

## Urbanisme

### Typologie
Au 1er janvier 2024, Savigny-Lévescault est catégorisée bourg rural, selon la nouvelle grille communale de densité à sept niveaux définie par l'Insee en 2022.
Elle est située hors unité urbaine. Par ailleurs la commune fait partie de l'aire d'attraction de Poitiers, dont elle est une commune de la couronne,. Cette aire, qui regroupe 97 communes, est catégorisée dans les aires de 200 000 à moins de 700 000 habitants,.

### Occupation des sols
L'occupation des sols de la commune, telle qu'elle ressort de la base de données européenne d’occupation biophysique des sols Corine Land Cover (CLC), est marquée par l'importance des territoires agricoles (74,7 % en 2018), en diminution par rapport à 1990 (75,6 %). La répartition détaillée en 2018 est la suivante : 
terres arables (61,4 %), forêts (22 %), zones agricoles hétérogènes (9,6 %), prairies (3,7 %), zones urbanisées (3,4 %). L'évolution de l’occupation des sols de la commune et de ses infrastructures peut être observée sur les différentes représentations cartographiques du territoire : la carte de Cassini (XVIIIe siècle), la carte d'état-major (1820-1866) et les cartes ou photos aériennes de l'IGN pour la période actuelle (1950 à aujourd'hui).

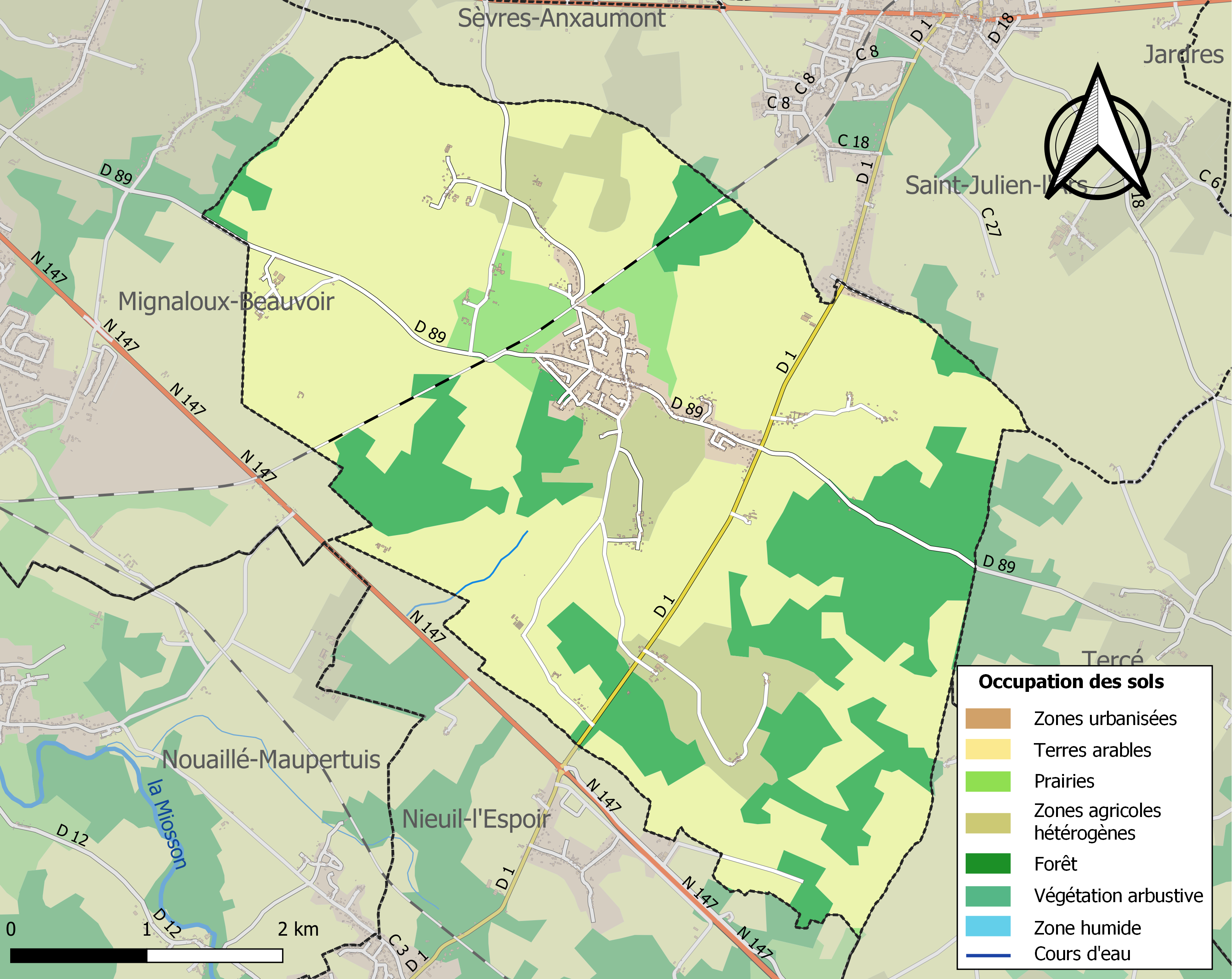
Carte des infrastructures et de l'occupation des sols de la commune en 2018 (CLC).

### Risques majeurs
Le territoire de la commune de Savigny-Lévescault est vulnérable à différents aléas naturels : météorologiques (tempête, orage, neige, grand froid, canicule ou sécheresse), mouvements de terrains et séisme (sismicité modérée). Il est également exposé à deux risques technologiques,  le transport de matières dangereuses et le risque nucléaire. Un site publié par le BRGM permet d'évaluer simplement et rapidement les risques d'un bien localisé soit par son adresse soit par le numéro de sa parcelle.

#### Risques naturels

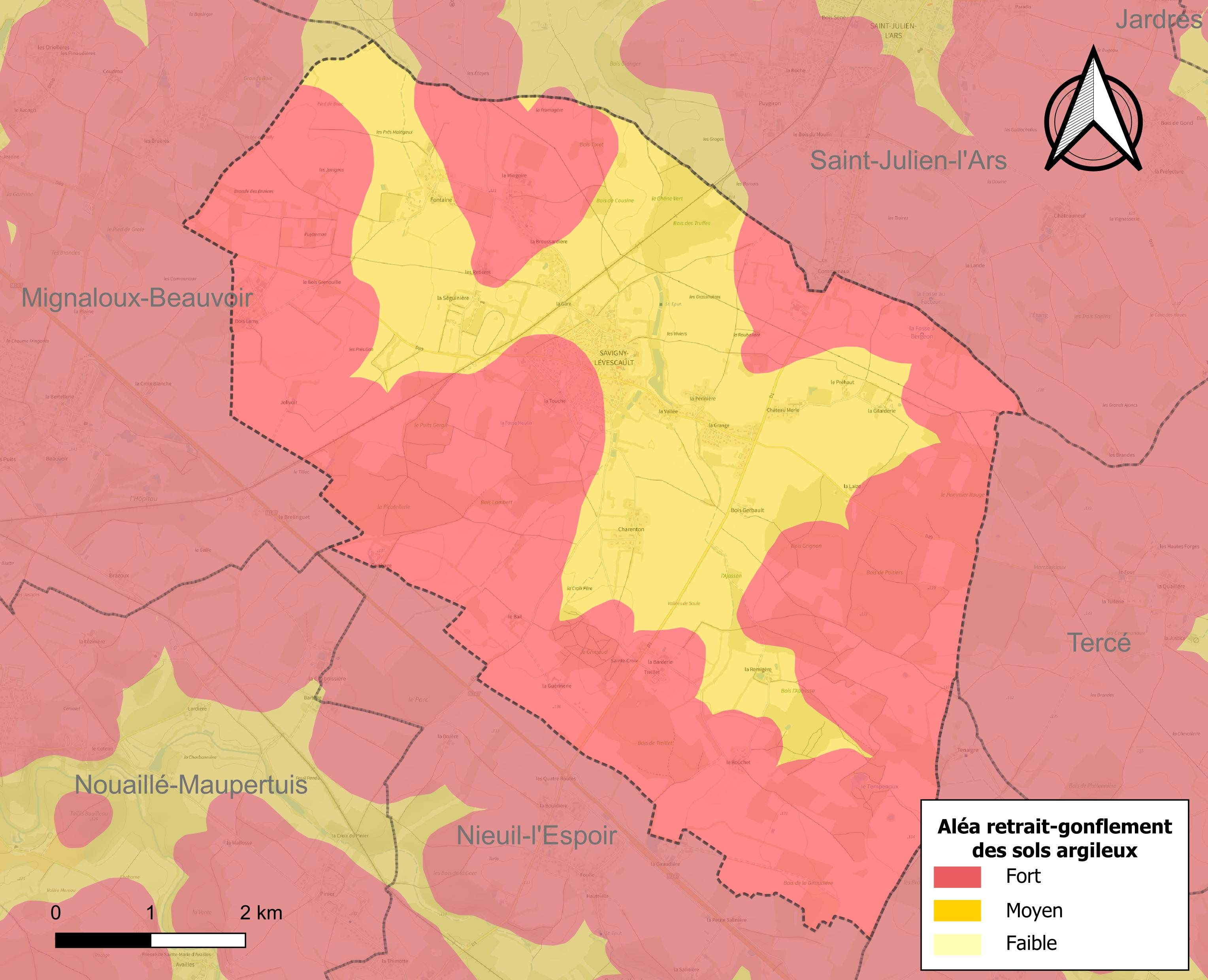
Carte des zones d'aléa retrait-gonflement des sols argileux de Savigny-Lévescault.

Les mouvements de terrains susceptibles de se produire sur la commune sont des affaissements et effondrements liés aux cavités souterraines (hors mines) et des tassements différentiels. Afin de mieux appréhender le risque d’affaissement de terrain, un inventaire national permet de localiser les éventuelles cavités souterraines sur la commune. Le retrait-gonflement des sols argileux est susceptible d'engendrer des dommages importants aux bâtiments en cas d’alternance de périodes de sécheresse et de pluie. La totalité de la commune est en aléa moyen ou fort (79,5 % au niveau départemental et 48,5 % au niveau national). Depuis le 1er octobre 2020, en application de la loi ÉLAN, différentes contraintes s'imposent aux vendeurs, maîtres d'ouvrages ou constructeurs de biens situés dans une zone classée en aléa moyen ou fort,.
La commune a été reconnue en état de catastrophe naturelle au titre des dommages causés par les inondations et coulées de boue survenues en 1982, 1987, 1992, 1999 et 2010, par la sécheresse en 1989, 1991, 2003, 2005, 2011 et 2017 et par des mouvements de terrain en 1999 et 2010.

#### Risque technologique
La commune étant située dans le périmètre du plan particulier d'intervention (PPI) de 20 km autour de la centrale nucléaire de Civaux, elle est exposée au risque nucléaire. En cas d'accident nucléaire, une alerte est donnée par différents médias (sirène, sms, radio, véhicules). Dès l'alerte, les personnes habitant dans le périmètre de 2 km se mettent à l'abri. Les personnes habitant dans le périmètre de 20 km peuvent être amenées, sur ordre du préfet, à évacuer et ingérer des comprimés d’iode stable,,.

## Toponymie
Le nom du village est attesté au XIIe siècle sous la forme Saviniaco et est d'origine gallo-romane. Il s'agit du nom de personne latin Sabinius, associé au suffixe -acum. Le terme l’Évescault rappelle que les évêques de Poitiers y possédaient des terres.
En l'absence de décret de renommage, Savigny-Lévescault reste le nom officiel de la commune, tel que présent dans le Code officiel géographique de l'INSEE. Mais il faut noter l'emploi courant, dans le département de la Vienne, de la graphie alternative Savigny-l'Évescault.

## Politique et administration

### Intercommunalité
Depuis 2015, Savigny-Lévescault est dans le canton de Chasseneuil-du-Poitou (no 1) du département de la Vienne. Avant la réforme des départements, Savigny-Lévescault était dans le canton no 24 de Saint-Julien-l'Ars dans la 1re circonscription.

### Liste élections municipales Préfecture de la Viennedes maires
| Période      | Période  | Identité      | Étiquette | Qualité                              |
| ------------ | -------- | ------------- | --------- | ------------------------------------ |
| Juillet 2020 | En cours | Vincent CHENU | PS        | Directeur Mission Locale d'insertion |

### Instances judiciaires et administratives
La commune relève du tribunal d'instance de Poitiers, du tribunal de grande instance de Poitiers, de la cour d'appel  de Poitiers, du tribunal pour enfants de Poitiers, du conseil de prud'hommes de Poitiers, du tribunal de commerce de Poitiers, du tribunal administratif de Poitiers et de la cour administrative d'appel  de  Bordeaux, du tribunal des pensions de Poitiers, du tribunal des affaires de la Sécurité sociale de la Vienne, de la cour d’assises de la Vienne.

### Services publics
Les réformes successives de La Poste ont conduit à la fermeture de nombreux bureaux de poste ou à leur transformation en simple relais. La commune a ainsi perdu le sien.

### Politique environnementale
Dans son palmarès 2024, le Conseil national de villes et villages fleuris de France a attribué une fleur à la commune.

## Population et société

### Démographie
L'évolution du nombre d'habitants est connue à travers les recensements de la population effectués dans la commune depuis 1793. Pour les communes de moins de 10 000 habitants, une enquête de recensement portant sur toute la population est réalisée tous les cinq ans, les populations de référence des années intermédiaires étant quant à elles estimées par interpolation ou extrapolation. Pour la commune, le premier recensement exhaustif entrant dans le cadre du nouveau dispositif a été réalisé en 2004.

En 2022, la commune comptait 1 247 habitants, en évolution de +7,59 % par rapport à 2016 (Vienne : +0,6 %, France hors Mayotte : +2,11 %).
| 1793 | 1800 | 1806 | 1872 | 1876 | 1881 | 1886 | 1891 | 1896 |
| ---- | ---- | ---- | ---- | ---- | ---- | ---- | ---- | ---- |
| 312  | 323  | 315  | 435  | 464  | 506  | 520  | 520  | 540  |

| 1901 | 1906 | 1911 | 1921 | 1926 | 1931 | 1936 | 1946 | 1954 |
| ---- | ---- | ---- | ---- | ---- | ---- | ---- | ---- | ---- |
| 537  | 550  | 565  | 472  | 453  | 459  | 490  | 437  | 464  |

| 1962 | 1968 | 1975 | 1982 | 1990 | 1999 | 2004 | 2006 | 2009  |
| ---- | ---- | ---- | ---- | ---- | ---- | ---- | ---- | ----- |
| 494  | 460  | 494  | 631  | 801  | 939  | 994  | 991  | 1 047 |

| 2014  | 2019  | 2022  | - | - | - | - | - | - |
| ----- | ----- | ----- | - | - | - | - | - | - |
| 1 143 | 1 187 | 1 247 | - | - | - | - | - | - |

En 2008, selon l’Insee, la densité de population de la commune était de 46 hab./km2, contre 61 hab./km2 pour le département, 68 hab./km2 pour la région Poitou-Charentes et 115 hab./km2 pour la France.
Les dernières statistiques démographiques pour la commune ont été fixées en 2009 et publiées en 2012. Il ressort que la mairie administre une population totale de 1 076 personnes. À cela, il faut soustraire les résidences secondaires (29 personnes) pour constater que la population permanente sur le territoire de la commune  est de 1 047 habitants.
La répartition par sexe de la population est la suivante, selon l'Insee :
- en 1999 : 51,8 % d'hommes et 48,2 % de femmes,
- en 2004 : 49,2 % d'hommes et 50,8 % de femmes,
- en 2011 : 49,1 % d'hommes et 50,9 % de femmes.
- en 2010 : 43,2 % d'hommes pour 56,8 % de femmes.

Le nombre de célibataires était de :
- en 2004 : 28 % dans la population,
- en 2011 : 31 %.

Les couples mariés représentaient :
- en 2004 : 63,3% de la population,
- en 2011 : 58 %.

Les divorcés son t:
- en 2004 : 4,7 %,
- en 2011 : 6 %.

Le nombre de veuves et veufs était de :
- en 2004 : 4 %,
- en 2011 : 6 %

Les plus de 60 ans représentent :
- en 2007 : 15, 3 % de la population.
- en 2011 : 15,2 %
- en 2012 : 16.8 %

La moyenne départemental en 2006 était de 23 %. La population de Savigny-Lévescault est relativement jeune, résultat d'un certain dynamisme démographique que confirment le solde naturel et le solde migratoire qui sont tous les deux positifs sur dix ans.
Solde naturel de Savigny-Lévescault de 1999 à 2009 fut de + 58 habitants (+ 6 %).
Solde migratoire de Savigny-Lévescault de 1999 à 2009 fut de + 50 habitants (+ 5 %).
Ceci illustre le constat démographique suivant : des zones rurales qui perdent de plus en plus d’habitants au profit d’une zone périurbaine autour de Poitiers et de Châtellerault. Cette vaste zone concentre 70 % de la population du département (soit environ 300 000 personnes) et 25 % des moins de vingt ans. En outre, en supposant le maintien des tendances démographiques depuis 1990, entre 2006 et 2020, la population de l’aire urbaine de Poitiers devrait s’accroître de + 16,5 % et celle de Châtellerault de + 5,0 %. La population de la commune devrait donc continuer à croitre.

### Enseignement
La commune dépend de l'académie de Poitiers (rectorat de Poitiers) et son école primaire une dépend de l'inspection académique de la Vienne. Son école primaire publique peut accueillir 135 élèves.

### Sports
Deux étangs de pêche situés à la sortie du bourg, route de Tercé, de 2,5 hectares et l'autre de 0,5 hectare. Ils sont gérés par l'association "La Pêche Savignoise".
L'AS Savigny L'Evescault, fondé en 1975, est le club de football de la commune. Ses équipes jouent en vert.

## Économie

### Agriculture
Selon la direction régionale de l'Alimentation, de l'Agriculture et de la Forêt de Poitou-Charentes, il n'y a plus que douze exploitations agricoles en 2010 contre dix sept en 2000.
Les surfaces agricoles utilisées ont légèrement diminué et sont passées de 1 287 hectares en 2000 à 1 251 hectares en 2010 dont 307 sont irrigables. Ces chiffres indiquent une concentration des terres sur un nombre plus faible d’exploitations. Cette tendance est conforme à l’évolution  constatée sur tout le département de la Vienne puisque de 2000 à 2007, chaque exploitation a gagné en moyenne 20 hectares.
50 % des surfaces agricoles sont destinées à la culture des céréales (blé tendre essentiellement mais aussi un peu de maïs), 29 % pour les oléagineux (colza et tournesol), 4 % pour les protéagineux, 9 % pour le fourrage et 3 % restent en herbe. En 2000, un hectare (0zéroen 2010) était consacré à la vigne.
Cinq exploitations en 2010 comme en 2000 abritent un élevage de bovins (456 têtes en 2010 contre 524 têtes en 2000). Les élevages de volailles ont disparu au cours de cette décennie (4 830 têtes en 2000 réparties sur huit fermes).
La transformation de la production agricole est de qualité et permet aux exploitants d’avoir droit, sous conditions, aux appellations et labels suivants :
- Chabichou du Poitou (AOC) ;
- Beurre Charente-Poitou (AOC) ;
- Beurre des Charente (AOC) ;
- Beurre des Deux-Sèvres (AOC ;
- Veau du Limousin (IGP) ;
- Agneau du Poitou-Charentes (IGP) ;
- Jambon de Bayonne (IGP) ;
- Melon du Haut Poitou (IGP).

### Commerce
En 2012, deux commerces sont encore présents sur le territoire de la commune : un magasin de vêtements et une boulangerie.
Depuis 2008, tous les vendredis, à partir de 16 h, se tient, au niveau de la salle de l'étang, un marché local, appelé "Ptit marché Savignois".

### Activité et emplois
Le taux d'activité était de :
- en 1999 : 75,7 %
- en 2004 : 79,5 %
- en 2007 : 79,5 %
- en 2012 : 78,2 %.

Le taux de chômage est de :
- en 1999 : 5 %
- en 2004 : 4,7 %
- en 2007 : 3,7 %
- en 2012 : 6,5 %

Les retraités et les pré-retraités représentaient 14,9 % de la population en 2004 et 13 % en 1999.

## Culture locale et patrimoine

### Lieux et monuments
- Le château de la Touche,
- Le monument aux morts,
- L'église Saint-Pierre-et-Saint-Paul. Elle est inscrite à l'Inventaire général du patrimoine culturel[33].
- L'étang de Savigny,
- Selon l'Inventaire des arbres remarquables de Poitou-Charentes[34], il y a deux arbres remarquables sur la commune qui sont un chêne pubescent situé à limite du territoire communal avec Fleuré et Tercé, et un épicéa commun situé au lieu-dit la Touche.
- Gare de Savigny-Lévescault (fermée)

### Héraldique
| Blason | Blasonnement : De sable à la crosse d’or accostées de deux colonnes à chapiteau ionique d’argent, au chef ondé cousu de gueules chargé d’un château d’or ouvert du champ, donjonné de trois tourelles aussi d’or, celle du milieu plus haute. |